# 鼠蟬蟹屬
鼠蟬蟹屬是十足目異尾下目蟬蟹總科蟬蟹科下的一個屬。這些小動物在沙裡挖洞穴，並用自己的觸角的幫助下進行濾食。

## 分類
鼠蟬蟹屬這一個屬是由來自奧匈帝國蒂罗尔的醫生及生物學家喬瓦尼·安東尼奧·斯科波利於1777年在其著作《自然史入門》（Introductio ad Historiam Naturalem）裡建立，模式種是鼠蟬蟹（舊稱Cancer emeritus，今作E. emeritus），當時這個屬的唯一物種。

## 分布
本屬在熱帶及亞熱帶地區有廣泛分佈。然而，有關物種在分佈區內的活躍範圍很細，而且不與其他同物種生物重疊。本物種在美國的大西洋與太平洋沿岸，以及非洲的大西洋沿岸均很常見；其親屬物種蟬蟹屬的分佈則略有不同，位於太平印度洋區，包括澳大利亞。

## 物種
截至2010年，本屬有以下十個物種：
- Emerita analoga (Stimpson, 1857)
- Emerita austroafricana Schmitt, 1937
- Emerita benedicti Schmitt, 1935
- Emerita brasiliensis Schmitt, 1935
- 鼠蟬蟹 Emerita emeritus (Linnaeus, 1767)
- Emerita holthuisi Sankolli, 1965
- Emerita karachiensis Niazi & Haque, 1974
- Emerita portoricensis Schmitt, 1935
- Emerita rathbunae Schmitt, 1935
- Emerita talpoida (Say, 1817)

本屬跟同屬蟬蟹科的蟬蟹屬（Emerita）關係密切，兩屬間亦曾彼此交換過所屬物種。